# Citizens Bank Park
Citizens Bank Park er et baseballstadion i Philadelphia i Pennsylvania, USA, der er hjemmebane for MLB-klubben Philadelphia Phillies. Stadionet har plads til 43.647 tilskuere, og blev indviet 3. april 2004. Her erstattede det det gamle Veterans Stadium som Phillies hjemmebane.